# عامل الخصوبة
عامل الخصوبة هو عدد الأطفال الذي من المرجح على الفرد إنجابه. تكون عوامل الخصوبة إما إيجابية أو سلبية، ولكن الارتباط لا يقتضي السببية.
تتضمن العوامل المتعلقة بزيادة الخصوبة بشكل عام النية بإنجاب الأولاد ومساواة عالية بين الجنسين والتدين والعادات والتقاليد والزواج والحرب والدعم الأهلي والعاطفي والحياة الريفية والبرامج الحكومية المؤيدة للإنجاب ومعدل الذكاء المنخفض.
تتضمن العوامل المتعلقة بانخفاض الخصوبة بشكل عام بارتفاع الدخل والتغير في القيم والمواقف والتعليم ومشاركة المرأة في الحياة العملية والتحكم بالتعداد السكاني والعمر وتحديد النسل وممانعة الشريك تاه إنجاب الأطفال وعدم توافر سكن بسعر معقول ومستوى متدني من المساواة الجنسية والعقم.

## العوامل المتعلقة بزيادة الخصوبة

### النية
لا تزال القدرة التنبؤية للنية موضع نقاش. تميل الأبحاث التي تقول بأن النية هي مثال جيد للتنبؤ بنتائج حقيقة لرسم أفكارها من نظرية السلوك المخطط، بحسب تلك النظرية، تتوقف النية على 3 عوامل: الموقف تجاه الأطفال، بما فيه تكلفة رعايتهم مقابل الفائدة المرجوّة؛ والمعايير الشخصية، على سبيل المثال، تأثير الآخرين؛ والسيطرة على السلوك، أي كم يستطيع الشخص السيطرة على سلوكياته.
تقسم نوايا الإنجاب إلى نوايا كمية، ويقصد بها عدد الأطفال الذين سيُنجبون، ونوايا إيقاعية، تعني متى سيُنجبون. تُعني النوايا الكمية بكونها متنبّئًا ضعيفًا نظرًل لتغيرها كل فترة نتيجة تقلبات الحياة. بينما تعتبر النوايا الإيقاعية في المقابل متنبّئًا أفضل، ولكنه يبقى ضعيفًا أمام تنبّؤ النتائج الواقعية.
تزيد النية تجاه إنجاب الأطفال بشكل عام من فرصة إنجابهم. هذه العلاقة مثبتة بشكل جيد في المجتمعات المتقدمة، إذ يكون تحديد النسل هو الخيار الاعتيادي.
وجدت قامت بها دراسة استطلاعية للولادات المسجلة في النرويج أن الآباء كانوا أكثر إدراكًا لنواياهم الإنجابية أكثر من الأشخاص بدون أبناء. اقتُرح أيضًا بأن الأفراد الذين لا أولاد لهم قد يسئون تقدير الجهد اللازم لإنجاب الأطفال. في المقابل، قد يفهم الآباء بشكل أفضل قدرتهم على تحمل إنجاب طفل آخر. يميل الأفراد العازمون على إنجاب الأطفال مباشرة إلى تحقيق ذلك في غضون عامين، بينما في المقابل، كان معدل الخصوبة أعلى عند أولئك الذين يميلون لإنجاب أطفالهم على المدى الطويل (بعد أربع سنوات). إن ثبات النوايا تجاه إنجاب الأطفال تزيد من فرصة تحقيقها. ينبع ذلك الثبات من الإيمان القائم على أن إنجاب الأطفال سيزيد من الرضى عن الحياة ويحسن العلاقة مع الشريك.
تنخفض فرص إدراك النوايا الإنجابية في دول ما بعد الاتحاد السوفييتي أكثر منها في الدول الغرب أوروبية.
هنالك العديد من العوامل التي تدل على النية في إنجاب الأطفال، وتتضمن:
- تفضيل الأم لحجم العائلة، ما يؤثر على الأطفال خلال سنوات البلوغ الأولى.[16] كذلك الحال، تؤثر العائلة الممتدة على نوايا الإنجاب، بازدياد عدد الأبناء والبنات يزداد العدد التفضيلي للأطفال.
- الضغط الاجتماعي من قبل الأقرباء والأصدقاء لإنجاب طفل آخر.
- الدعم الاجتماعي. وجدت دراسة أقيمت في ألمانيا الغربية أن كلا الرجال الذين لا تلقون دعمًا أبدًا والذين يتلقون الدعم من أشخاص عدّة لديهم نية أقل في إنجاب طفل آخر مقارنةً بأولئك الذين يحظون بقدر معتدل من الدعم. على الأرجح، يتعلق التأثير السلبي القادم من الدعم من أشخاص عدة إلى انعدام القدرة على توجيه دفة النوايا في مسارها الصحيح.
- السعادة، إذ يميل الأشخاص السعداء إلى إنجاب المزيد من الأطفال.
- الوضع السكني المؤمن.[17]
- التدين.[18]

### مستوى عالي من المساواة بين الجنسين
يميل تقسيم المهام المنزلية بطريقة عادلة بين الزوجين إلى زيادة فرص إنجاب طفل آخر. على حد سواء، تميل الزيادة بالمساواة في التوظيف للوصول إلى تقسيم أكثر عدالة للمهام المنزلية، وبالتالي زيادة فرص إنجاب طفل آخر.

### تفضيل جنس المولود
تقترح النظرية التفضيلية بأن موقف المرأة تجاه إنجاب الأطفال يتشكل خلال المراحل المبكرة من الحياة. علاوة على ذلك، تبقى هذه المواقف راسخة نفسها طوال فترة الحياة، وتتجلى في ثلاث أشكال: التوجيه المهني والتوجيه العائلي وشكل ثالث هو خليط من العمل والعائلة،. يظهر البحث أن النساء اللواتي توجههن العائلة لديهن أكبر عدد من الأطفال، والنساء اللواتي يوجههن العمل لديهن أقل عدد، أو حتى ولا طفل، على الرغم من أن العلاقة السببية ما تزال غير واضحة.
يمكن أن تنطبق التفضيلات أيضًا على جنس الطفل المولود، ويمكنها بذلك التأثير على القرار المتعلق بإنجاب المزيد من الأطفال. على سبيل المثال، إن كان تفضيل الوالدين وإنجاب على الأقل صبي واحد وبنت واحدة، وكان كلا الطفلين الأولين صبية، فإنه من المرجح جدًا أن الوالدين سيقرران إنجاب طفل آخر.

### التدين
وجد استطلاع أقيم في الولايات المتحدة عام 2002 بأن النساء اللواتي يعتبرن الدين جزءًا مهمًا من حياتهن اليومية كان لديهن معدل خصوبة أعلى من اللواتي يعتبرن الدين جزءًا عاديًا أو غير مهم من حياتهن.
بالنسبة للعدد من الأديان، يرتبط التدين بشكل مباشر بزيادة نية إنجاب المزيد من الأطفال. تبدو هذه هي الوسيلة الرئيسية التي يؤثر بها الدين على زيادة الخصوبة. على سبيل المثال، في عام 1963، كان لدى الأزواج من ديانة الروم الكاثوليك نية لإنجاب الأطفال أكثر من الأزواج اليهود، والذين بدورهم كانت لديهم نوايا إنجابية أكثر من البروتستانت. ترتبط زيادة التدين بين الكاثوليك بزيادة نوايا إنجاب المزيد من الأطفال، بينما في المقابل، ترتبط زيادة التدين بين البروتستانت بإنجاب أطفال أقل.
اقترح أيضًا بأن الأديان على العموم تشجع على أنماط الحياة بعوامل الخصوبة، والذي بدوره يزيد من معدل الإنجاب. على سبيل المثال، تكون النظرة الدينية تجاه تحديد النسل أكثر صرامة من النظرة العَلمانية، وارتبطت هذه القيود الدينية بزيادة الخصوبة.
أحيانًا ما يحور الدين من آثار الخصوبة على التعليم والدخل. ترتبط الدراسة الكاثوليكية خلال المرحلة الإعدادية والجامعية بزيادة الخصوبة، حتى عند الأخذ بعين الاعتبار أن زيادة التدين تدفع بصاحبها إلى ارتياد المدارس الدينية. يرتبط الدخل المرتفع أيضًا بخصوبة مرتفعة نسبيًا بين الأزواج الكاثوليك. بينما ترتبط بنقصان الخصوبة بين الأزواج البروتستانت.
يرتبط تدين الآباء إيجابيًا مع خصوبة الأطفال، وبالتالي فإن الآباء المتدينين مسؤولون عن زيادة الخصوبة.

### العادات الموروثة
لطالما كان انتقال العادات من الأهل إلى الأمل محط نقاش في أبحاث الخصوبة. يقتضي الافتراض أن الأهل يورثون قيمهم العائلية والتفضيلات والمواقف والتدين إلى الأبناء، ما يؤثر بشكل متناظر على المدى الطويل على الجينات. حاول الباحثون إيجاد علاقة سببية ما بين، على سبيل المثال، عدد إخوة الوالدين وعدد الأطفال المولودين منهم (التأثير الكمي)، أو بين سن الولادة الأولى من جيل الوالدين وسن الولادة الأولى من أي من الأطفال (التأثير الإيقاعي).
تركز العديد من الدراسة التي تبحث في التأثير الإيقاعي على الأمهات المراهقات وتظهر أن امتلاك أم شابّة يرفع من احتمالية إنجاب طفل في عمر مبكر.
في الدول مرتفعة الدخل، يرتبط عدد الأطفال لدى الفرد بقوة مع عدد الأطفال الذين سينجبهم كل منهم.
أظهرت بيانات دانماركية من توائم غير متطابقين بالمقارنة مع توائم متطابقين أن التأثيرات الجينية تجاوزت جميع التأثيرات البيئية المشتركة. لا يمتلك ترتيب ولادة الأبناء أي أثر على معدل الإنجاب.
أوضحت دراسات أخرى أنه يمكن موازنة الأثر عبر مواقف الطفل نفسها والتي تنتج من خبرات شخصية والتدين والتعليم إلخ.. لذلك على الرغم من تأثير تفضيلات الأم لحجم العائلة على الأطفال خلال المراحل المبكرة من البلوغ، تتجاوز مواقف الابن فيما بعد قرارات الخصوبة تلك.

### الدعم الاجتماعي
يساعد الدعم الاجتماعي القادم من العائلة الممتدة أو الأصدقاء الزوجين على قرارهم بإنجاب طفل أو آخر.
ربط الدراسات التي أجريت بشكل رئيسي في دول أوروبا الشرقية الشيوعية سابقًا  ارتفاع نسبة الخصوبة بارتفاع رأس المال الاجتماعي متمثّلًا بالعلاقات الشخصية والحاجيات والمعلومات والمال وقدرة العمل والتأثير والقوة والمساعدة الشخصية من الآخرين.
أظهر بحث في الولايات المتحدة بأن العائلة الممتدة التي تقدم يد المساعدة تشكل شبكة أمان. ما يعد ذا أهمية خاصة للأمهات العازبات أو تلك المواقف التي تتضمن عدم استقرار في العلاقة.

### الحياة في الريف
يزداد معدل الخصوبة الكلي بين النساء في المجتمعات الريفية مقارنة بالنساء في المجتمعات المتحضّرة، كما يتضح من الدخل المنخفض والمتوسط والمرتفع. وجد الباحثون في هذا المجال أن معدلات الخصوبة تكون مرتفعة وتبقى مستقرة نسبيًّا في المجتمعات الريفية. هنالك دليل بسيط يقترح بأن الأهل عالي الخصوبة غالبًا ما يكونون محرومين اقتصاديًا، ما يعزز الحقيقية القائلة بأن معدل الخصوبة الكلي يميل للارتفاع بين النساء في المجتمعات الريفية. في المقابل، اقترحت الدراسات ارتباط الكثافة السكانية العالية بانخفاض معدلات الخصوبة. أظهرت الدراسات الاختلاف بمعدلات الخصوبة بين المناطق عبر طرق تعكس التكاليف المستقبلية لتنشئة الأبناء. في المجتمعات ذات الكثافة السكانية العالية، تمتنع النساء عن إنجاب المزيد من الأطفال نظرًا لارتفاع تكاليف المعيشة، ما يقلل من معدلات الخصوبة. بينما في المناطق الريفية، يميل الأفراد في الضواحي إلى امتلاك معدلات خصوبة عالية. هذا ما يثبت على أن مكان حياة المرأة يلعب دورًا مهمًا في تحديد معدلات الخصوبة.